# Richard Tkáč
Richard Tkáč (* 24. Mai 1985) ist ein slowakischer Gewichtheber.

## Karriere
Tkáč nahm 2001 erstmals an Europameisterschaften teil und erreichte den zwölften Platz in der Klasse bis 62 kg. Bei den Europameisterschaften 2006 war er Neunter in der Klasse bis 85 kg. 2009 belegte er bei den Weltmeisterschaften den 14. Platz. Bei den Weltmeisterschaften 2010 wurde er Zwölfter in der Klasse bis 77 kg. 2011 gelang Tkáč sein bis dahin größter Erfolg, als er bei den Europameisterschaften die Bronzemedaille gewann. Außerdem wurde er bei der Universiade Vierter. Kurz danach wurde er allerdings bei einer Trainingskontrolle positiv auf Boldenon und Androsteron getestet und für zwei Jahre gesperrt. Nach seiner Sperre war er 2013 sowohl bei den Europameisterschaften als auch bei den Weltmeisterschaften Siebter.